# Зберськ
Зберськ (пол. Zbiersk) — село в Польщі, у гміні Ставішин Каліського повіту Великопольського воєводства.
Населення — 2537 осіб (2011).
У 1975-1998 роках село належало до Каліського воєводства.

## Демографія
Демографічна структура станом на 31 березня 2011 року:
|          | Загалом | Допрацездатний вік | Працездатний вік | Постпрацездатний вік |
| -------- | ------- | ------------------ | ---------------- | -------------------- |
| Чоловіки | 1197    | 237                | 831              | 129                  |
| Жінки    | 1340    | 257                | 794              | 289                  |
| Разом    | 2537    | 494                | 1625             | 418                  |